# Russian Roulette (cântec)
„Russian Roulette” este primul disc single extras de pe albumul Rated R al cântăreței de origine barbadiană Rihanna. Acesta a fost compus și produs de Ne-Yo și Chuck Harmony.
Clipul muzical al piesei a fost filmat de regizorul Anthony Mandler, în octombrie 2009, un colaborator frecvent al Rihannei și o înfățișează jucând un joc de ruletă rusă titulară, cu interesul ei amoros jucat de actorul american Jesse Williams.  Alte scene includ Rihanna în pădure, unde este lovită de o mașină, într-o cameră de gazare, într-o celulă căptușită și focuri de foc în ea sub apă.  Cântăreața a interpretat „Russian Roulette” de mai multe ori, inclusiv în serialul a șasea The X Factor, în Late Show with David Letterman și, de asemenea, l-a inclus în setlist-ul Last Girl on Earth Tour (2010–11).  Cântărețul englez George Michael a interpretat un cover al piesei „Russian Roulette” în timpul turneului său Symphonica (2011–12).

## Lista de melodii
Promo CD single / German CD Single / UK CD Single
1. „Russian Roulette” (întreg) — 3:48
2. „Russian Roulette” (instrumental) — 3:48

## Interpretări live
Comercializarea cântecului a început, în Europe la data de 26 octombrie 2009, iar pentru a-l promova Rihanna a avut o apariție în emisiunea The X Factor la finele lunii noiembrie și a susținut un concert în Londra, sponsorizat de Nokia.